# 中女唔易做
《中女唔易做》（Mid-girl Crisis）是由香港電視娛樂製作的真人秀節目。節目由2021年5月24日至6月11日，逢星期一至五22:30－23:00，於ViuTV首播，並由阮小儀、趙學而、楊思琦、康子妮、朱薰及杜如風主持。節目由「眾安銀行 （ZA Bank）」冠名贊助，為該台5周年台慶實況娛樂節目之一。
本節目的出現源自阮小儀看畢前作《中佬唔易做》之後，認為可以拍攝一輯以女性為主角的版本，其後製作組採納其建議而拍攝。
六位女藝人中，除朱薰外，其餘五位都是前無綫電視女藝員。

## 每集內容
| 集數 | 播映日期 | 主題             | 演出者（體驗的工作）                                | 測試專員（測試目標）             |
| 1    | 5月24日  | 見工初體驗       | 阮小儀（歐羅有機農場－農夫） 趙學而（豐澤－售貨員） | －                               |
| 2    | 5月25日  | 腰酸手臂軟       | 阮小儀（歐羅有機農場－農夫） 趙學而（豐澤－售貨員） | －                               |
| 3    | 5月26日  | 用口才俘虜客人   | 阮小儀（歐羅有機農場－農夫） 趙學而（豐澤－售貨員） | 林燕婷、盧詠琪、莊駿源（趙學而） |
| 4    | 5月27日  | 逐步掌握技巧     | 阮小儀（歐羅有機農場－農夫） 趙學而（豐澤－售貨員） | 林燕婷、張志敏（阮小儀）         |
| 5    | 5月28日  | 終極大考驗       | 阮小儀（歐羅有機農場－農夫） 趙學而（豐澤－售貨員） | 張志敏（阮小儀）                 |
| 6    | 5月31日  | 超級媽媽登場     | 楊思琦（散工） 康子妮（譚仔三哥－侍應）             | －                               |
| 7    | 6月1日   | 同事苦不堪言     | 楊思琦（散工） 康子妮（譚仔三哥－侍應）             | 林燕婷（康子妮）                 |
| 8    | 6月2日   | 表現強差人意     | 楊思琦（散工） 康子妮（譚仔三哥－侍應）             | Romeo（楊思琦）                  |
| 9    | 6月3日   | 洗碗能手出動     | 楊思琦（散工） 康子妮（譚仔三哥－侍應）             | －                               |
| 10   | 6月4日   | 繁忙時段大考驗   | 楊思琦（散工） 康子妮（譚仔三哥－侍應）             | Romeo（康子妮）                  |
| 11   | 6月7日   | 見工困難症       | 朱薰（德國寶－銷售員） 杜如風（Foodpanda－外賣員）  | －                               |
| 12   | 6月8日   | 首日開工的挑戰   | 朱薰（德國寶－銷售員） 杜如風（Foodpanda－外賣員）  | －                               |
| 13   | 6月9日   | 最長執單紀錄     | 朱薰（德國寶－銷售員） 杜如風（Foodpanda－外賣員）  | 蔡宛珊（杜如風）                 |
| 14   | 6月10日  | 路癡做步兵       | 朱薰（德國寶－銷售員） 杜如風（Foodpanda－外賣員）  | －                               |
| 15   | 6月11日  | 信心大增完成任務 | 朱薰（德國寶－銷售員） 杜如風（Foodpanda－外賣員）  | 胡希文（杜如風）、譚芷翎（朱薰） |

備註：
1. ↑  工作包括眼鏡店「視覺眼鏡」派傳單、水果店「進濤果欄」店務員、花店「卉豐花業」店務員及台式飲品「珍煮丹」店務員。

## 收視
| 集數   | 播映日期                     | 電視直播收視 | 備註  |
| 1－5   | 2021年5月24日－2021年5月28日 | 2.3點        | [ 2 ] |
| 6－10  | 2021年5月31日－2021年6月4日  | 2.7點        | [ 3 ] |
| 11－15 | 2021年6月7日－2021年6月11日  | 5.5點        | [ 4 ] |

## 記事
- 2021年4月8日：六位節目主持人於葵涌進行拍攝期間會見傳媒[5][6][7]。
- 2021年5月20日：六位節目主持人於九龍灣ViuTV錄影廠出席記者會，由詹朗林擔任司儀[8][9]。

## 外部連結
- ViuTV：中女唔易做 （页面存档备份，存于）
- 《中女唔易做》重新定義中女精神！5月24日晚上10點半首播！ （页面存档备份，存于）

## 電視節目的變遷
| 香港 ViuTV 星期一至五 22:30－23:00   | 香港 ViuTV 星期一至五 22:30－23:00          | 香港 ViuTV 星期一至五 22:30－23:00 |
| ------------------------------------ | ------------------------------------------- | ---------------------------------- |
|                                      | 中女唔易做 （2021年5月24日－2021年6月11日） |                                    |
| 擊戰 （2021年5月3日－2021年5月21日） | 嫌疑事件簿 （2021年6月14日－2021年7月2日）  |                                    |